# Вулан (река)
Вула́н (убых. Улана) — река в Краснодарском крае России. Бассейн реки входит в Архипо-Осиповский сельский округ города Геленджик.
Истоки на южных склонах Главного Кавказского хребта (около 400 м), у перевала Вуланский, связывающего бассейн Вулана с бассейном реки Шебш. Река принимает ряд притоков, крупнейшие из которых Морозовка (лев.), Левая Щель (Схошток, прав.), Текос (прав.). В верхнем и среднем течении немноговодна, в периоды с небольшими осадками теряется в галечнике, при сильных осадках уровень воды может подниматься до 4 метров. В нижнем течении по мосту через Вулан проходит федеральная трасса М4 (Е97).
Последние пять километров река течёт по западной окраине села Архипо-Осиповка, впадая в бухту Вулан Чёрного моря. На территории Архипо-Осиповки через Вулан перекинуто 4 пешеходных моста, действует лодочная станция.
Гидроним на русском языке возник от убых. Улана (или убых. Олъэн), который произошёл от адыг. Уль — «беспокоиться» и убых. ана — «река», то есть «неспокойная река». Также возможно происхождение от адыг. Улэ — женское имя собственное или тюрк. ул — «благотворный».

## Топографические карты
- Лист карты L-37-126 Архипо-осиповка. Масштаб: 1 : 100 000. Состояние местности на 1979 год. Издание 1984 г.